# Camillo Bazzoni
Camillo Bazzoni (Salsomaggiore Terme, 29 dicembre 1934 – Mori, 8 ottobre 2020) è stato un regista e direttore della fotografia italiano.

## Biografia
Fotografo dilettante, entra nel mondo del cinema come assistente operatore nella troupe di Vincenzo Seratrice. Nei primi anni sessanta alterna il lavoro come operatore alla macchina per Seratrice e Aldo Scavarda, alla regia di cortometraggi, tra cui spiccano L'urlo (1966) e Rapporto segreto (1967), fotografati da un giovane Vittorio Storaro, appena uscito dal Centro sperimentale di cinematografia, e vincitori di due Nastri d'argento per la miglior fotografia di cortometraggio. Nel 1967 esordisce come direttore della fotografia per un film diretto dal fratello maggiore Luigi, L'uomo, l'orgoglio, la vendetta con Vittorio Storaro come operatore alla macchina.
Nel 1968 si cimenta per la prima volta nella regia di un lungometraggio con lo spaghetti western Vivo per la tua morte, fotografato da Enzo Barboni e firmato con lo pseudonimo di Alex Burks. 
Dopo aver diretto alcuni altri film a basso budget, a fine anni settanta abbandona la regia per dedicarsi esclusivamente alla direzione della fotografia, collaborando con registi quali Salvatore Samperi (Ernesto, 1979; Amore in prima classe, 1980; La Bonne, 1986), Lina Wertmüller (Scherzo del destino in agguato dietro l'angolo come un brigante da strada, 1983; Notte d'estate con profilo greco, occhi a mandorla e odore di basilico, 1986) e Mario Monicelli (Bertoldo, Bertoldino e Cacasenno, 1984; Le due vite di Mattia Pascal, 1985; Speriamo che sia femmina, 1986).
L'ex collaboratore Vittorio Storaro, nel frattempo giunto al successo con i film diretti da Bernardo Bertolucci e vincitore del premio Oscar per Apocalypse Now di Francis Ford Coppola, nel 1981 gli offre la possibilità di un'esperienza hollywoodiana, chiamandolo come operatore alla macchina nella seconda unità di Reds di Warren Beatty, che gli vale il secondo Oscar. A cavallo tra anni ottanta e novanta Bazzoni cura la fotografia degli ultimi due film diretti da Massimo Troisi, Le vie del Signore sono finite (1987) e Pensavo fosse amore invece era un calesse (1991).
È morto l'8 ottobre 2020 a 85 anni.

## Filmografia

### Regista

#### Cortometraggi
- Ritratto del padre (1964)
- Cesare Pavese (1964)
- Invasione (1965)
- L'urlo (1966)
- Rapporto segreto (1966)
- La caduta di Varema (1967)
- Isola (1976)

#### Lungometraggi
- Vivo per la tua morte - firmato come Alex Burks (1968)
- Commando suicida (1969)
- E venne il giorno dei limoni neri (1970)
- Abuso di potere (1972)

### Direttore della fotografia
- L'uomo, l'orgoglio, la vendetta, regia di Luigi Bazzoni (1967)
- Ernesto, regia di Salvatore Samperi (1979)
- Un amore in prima classe, regia di Salvatore Samperi (1980)
- La certosa di Parma - miniserie TV, 6 episodi (1982)
- Via degli specchi, regia di Giovanna Gagliardo (1983)
- Scherzo del destino in agguato dietro l'angolo come un brigante da strada, regia di Lina Wertmüller (1983)
- Bertoldo, Bertoldino e Cacasenno, regia di Mario Monicelli (1984)
- Le due vite di Mattia Pascal, regia di Mario Monicelli (1985)
- Speriamo che sia femmina, regia di Mario Monicelli (1986)
- La bonne, regia di Salvatore Samperi (1986)
- Notte d'estate con profilo greco, occhi a mandorla e odore di basilico, regia di Lina Wertmüller (1986)
- Il caso Moro, regia di Giuseppe Ferrara (1986)
- Le vie del Signore sono finite, regia di Massimo Troisi (1987)
- Un bambino di nome Gesù - film TV (1987)
- Tenerezza, regia di Enzo Milioni (1987)
- Cavalli si nasce, regia di Sergio Staino (1989)
- Pensavo fosse amore... invece era un calesse, regia di Massimo Troisi (1991)
- Angeli a sud, regia di Massimo Scaglione (1992)
- La famiglia Ricordi - miniserie TV, 4 episodi (1995)
- Cuori al verde, regia di Giuseppe Piccioni (1996)
- L'ombra del gigante, regia di Roberto Petrocchi (2000)
- Rosa e Cornelia, regia di Giorgio Treves (2000)

### Riconoscimenti
- Premio alla terza edizione del Festival di Trieste della Fantascienza
- Sigillo d'oro 1965 per Invasione[4]